# 名方郡
名方郡（なかたぐん）是過去屬於阿波國的一郡，也是阿波國國府的所在地。已於896年被分割為名東郡和名西郡。
過去的範圍包括現在的德島市大部分地區、佐那河内村、石井町、神山町和上板町的部分地區。

## 歷史
名方郡最早的歷史可追溯到奈良時代至平安時代期間，在平城宮出土的木簡中曾出現「阿波國名方郡土師鄉土師部廣友 米五斗」的文字，8世紀末的長岡京遺跡中也曾發現「阿波國名方郡井上庸」的木簡。
在律令制實施時，成為阿波國政治經濟中心。國府政廳、國分寺、國分尼寺皆位於此。